# Aeroporto Sage Ranch
O Aeroporto Sage Ranch (FAA LID: OG15) é um aeroporto particular localizado a 7 milhas (11 km) sudeste de Sisters, no Condado de Deschutes, Oregon, Estados Unidos. É de propriedade e operação particulares.

## Instalações
O Aeroporto Sage Ranch contém uma pista de terra batida não pavimentada 14/32, medindo 2.400 por 70 pés. Há um hangar particular localizado no recinto do aeroporto.